# Кудринский Участок
Ку́дринский Уча́сток — деревня в Томском районе Томской области. Входит в состав Зоркальцевского сельского поселения. 
Расстояние до Томска — 25 км, до Зоркальцева (центр поселения) — 6 км.
Автобусное сообщение с Томском осуществляется с помощью пригородного автобусного маршрута № 112.

## Население
| 2002 | 2008 | 2009 | 2010 | 2011 | 2012 | 2013 |
| ---- | ---- | ---- | ---- | ---- | ---- | ---- |
| 329  | ↗339 | ↗341 | ↗382 | →382 | ↗385 | ↗388 |
| 2014 | 2015 | 2021 |      |      |      |      |
| ↗400 | ↘394 | ↘299 |      |      |      |      |

## Социальная сфера и экономика
В Кудринском Участке есть фельдшерско-акушерский пункт и детский сад.
В деревне работают три частных предпринимателя, в том числе, один в области лесопереработки.
Услуги ЖКХ оказывает ООО «Тепло» (зарегистрировано в селе Зоркальцево, работает на территории Зоркальцевского сельского поселения).

## Местная власть
Сельским поселением руководят Глава поселения и Совет. Глава поселения — Виктор Николаевич Лобыня.